# Iglesia de Nuestra Señora de la Dalbade
La iglesia de Nuestra Señora de la Dalbade (en francés, Notre-Dame de la Dalbade) se encuentra en la rue de la Dalbade en el céntrico distrito de Carmes (carmelitas) de Toulouse. No debe confundirse con la basílica de la Dorada en el muelle del mismo nombre. Su nombre actual proviene de la antigua iglesia que la precedió y que se cubrió con un yeso blanco (cal), lo que le dio el nombre de Santa María dealbata (Santa María la blanca). El edificio actual, bastante austero desde el exterior, es típico de la arquitectura gótica meridional francesa.

## Historia
La primera iglesia tuvo lugar en 541 hasta finales del siglo XV en el sitio de un primer oratorio. Acabó devastada en un incendio del 27 de octubre de 1442 al mismo tiempo que el resto del distrito. A pesar de su desaparición, se conserva el nombre actual de la dalbade (que deriva del dealbata).
La construcción de la iglesia actual data de finales del siglo XV, hacia 1480. Su campanario firmado Nicolas Bachelier -autor del Hôtel d'Assézat y el Pont Neuf- fue construido en 1551. Símbolo del poder eclesiástico, su aguja que alcanzaba los 87 m fue desmontada en 1795. Fue reconstruida en 1881, aumentada a 91 m, y marcó el punto más alto de la ciudad hasta 1926. Este campanario era comparable al de la catedral de Santa Cecilia de Albi. Se derrumbó repentinamente durante la noche del 11 al 12 de abril de 1926, a las 3h15 de la madrugada, matando en concreto a un par de panaderos y provocando importantes daños en las casas vecinas. Una treintena de relieves esculpidos por Nicolás y sus alumnos se exhiben en el Museo Augustins de Toulouse.

Colapso del campanario en abril de 1926
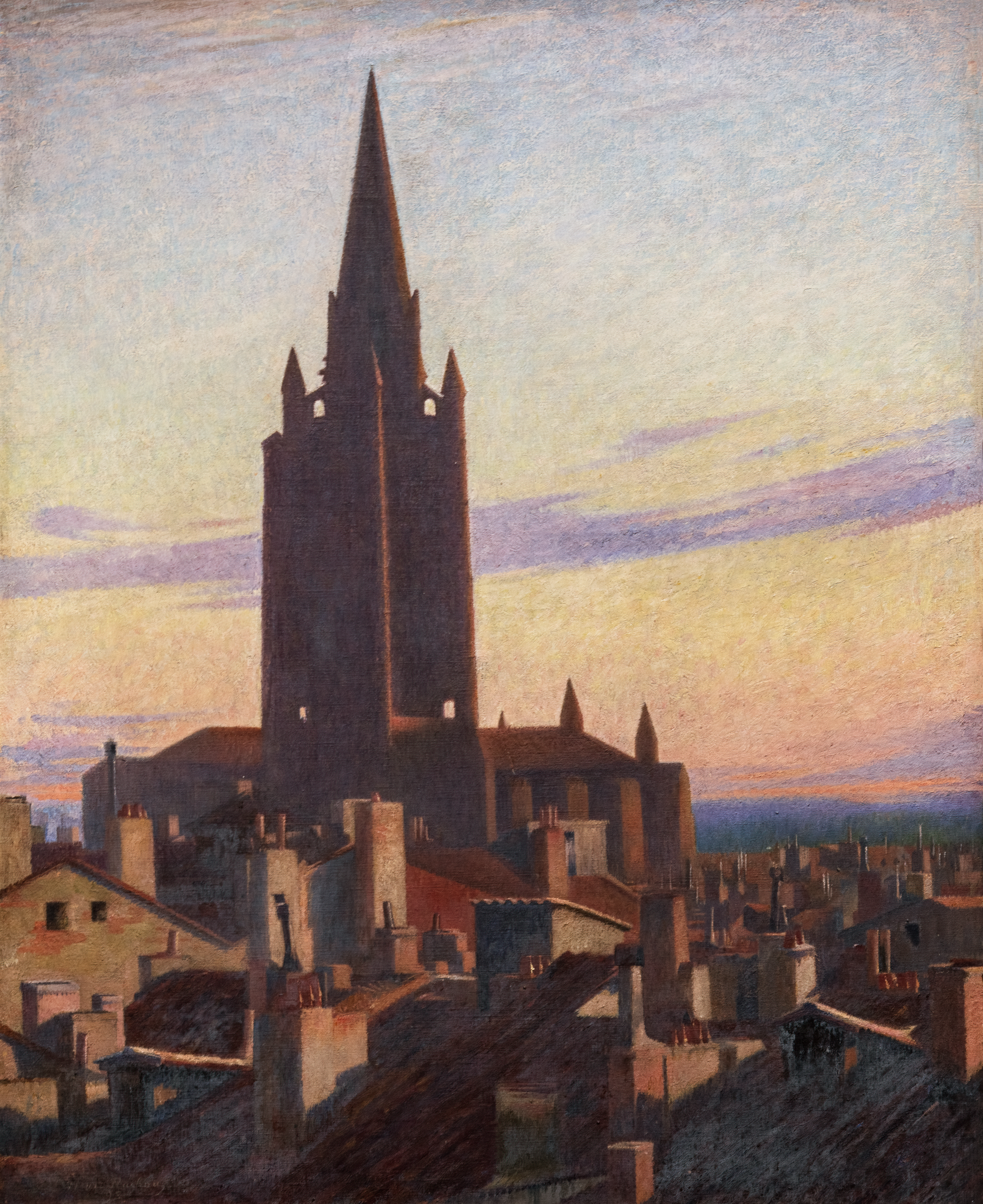
El campanario de la iglesia de Dalbade en Toulouse
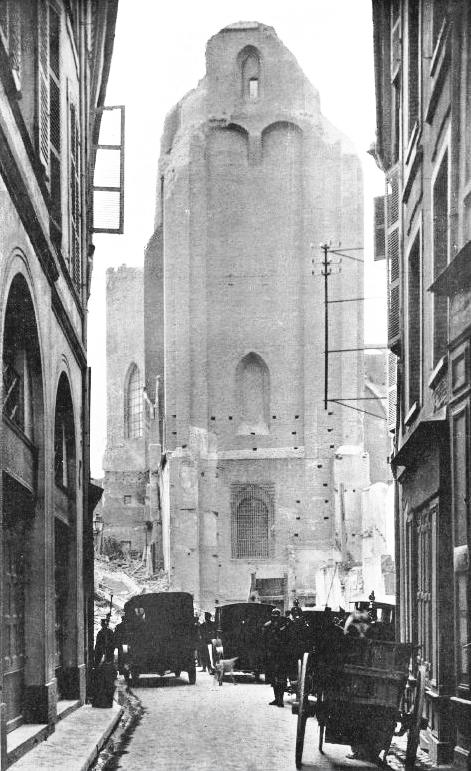
La iglesia decapitada (vista desde la rue des Paradoux).
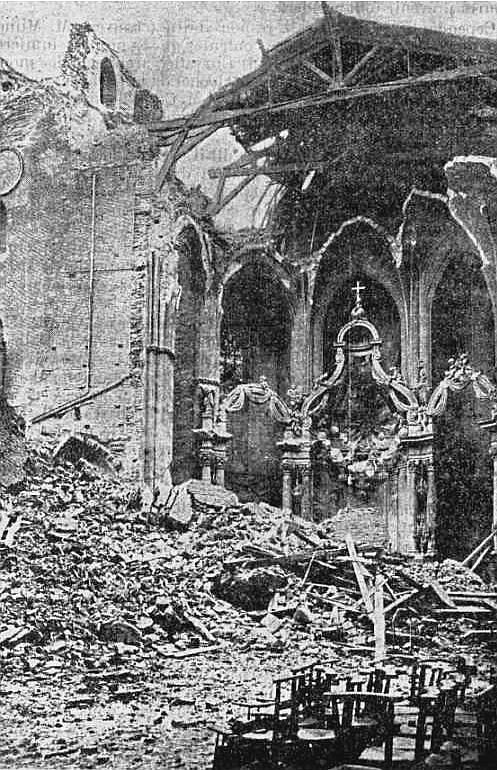
El montón de escombros.
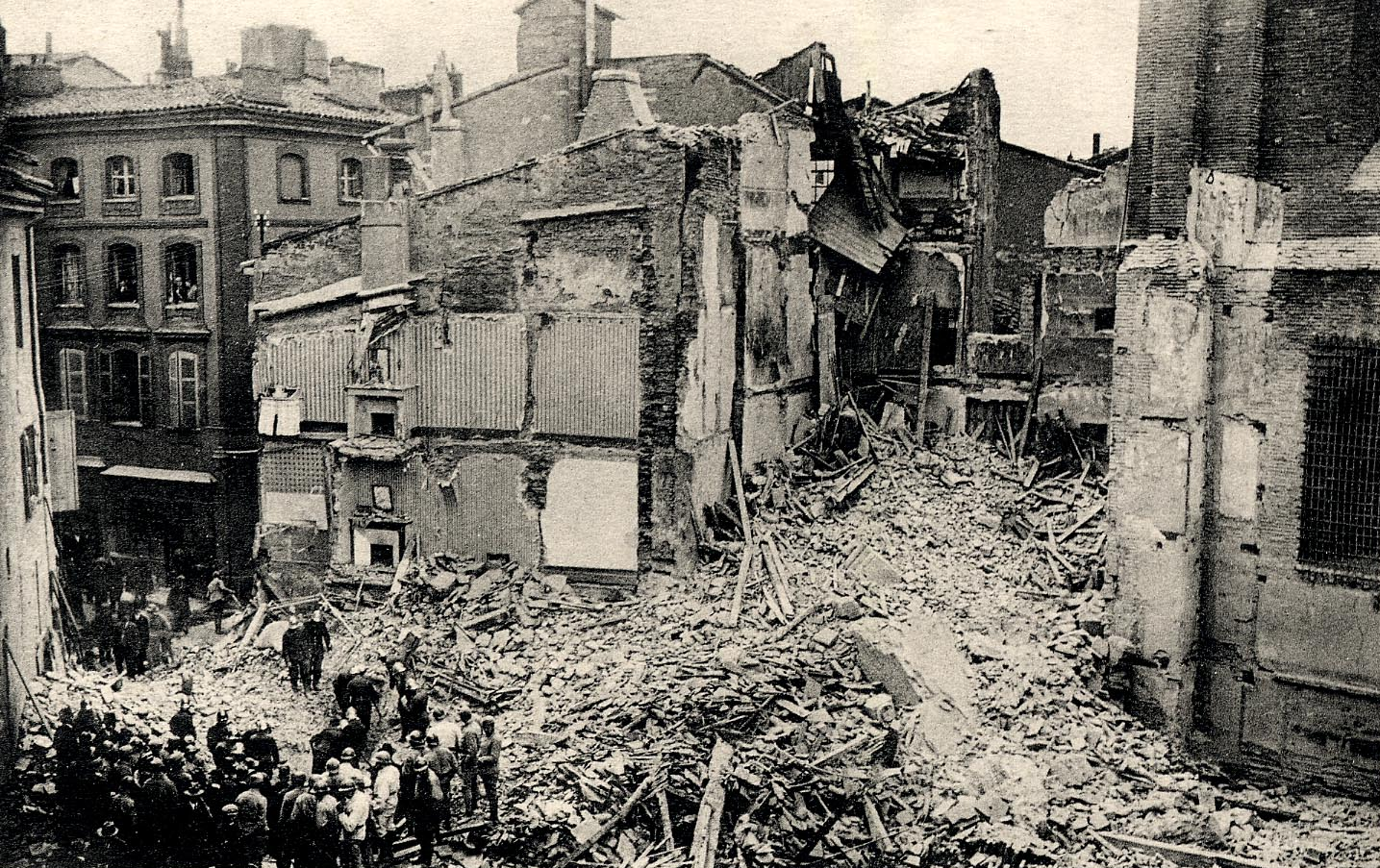
Descripción general de los escombros.
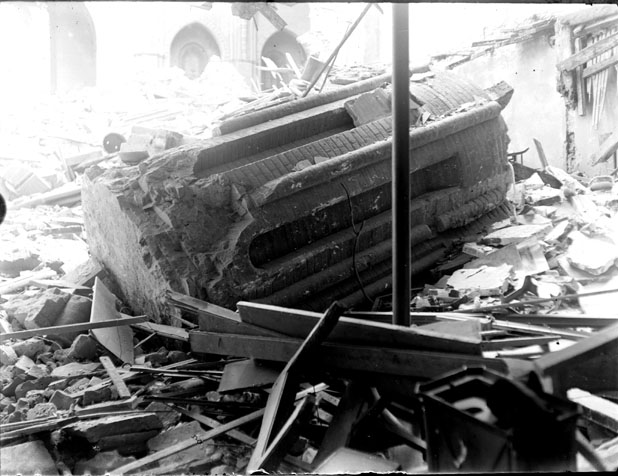
El campanario se derrumbó en medio de los escombros.

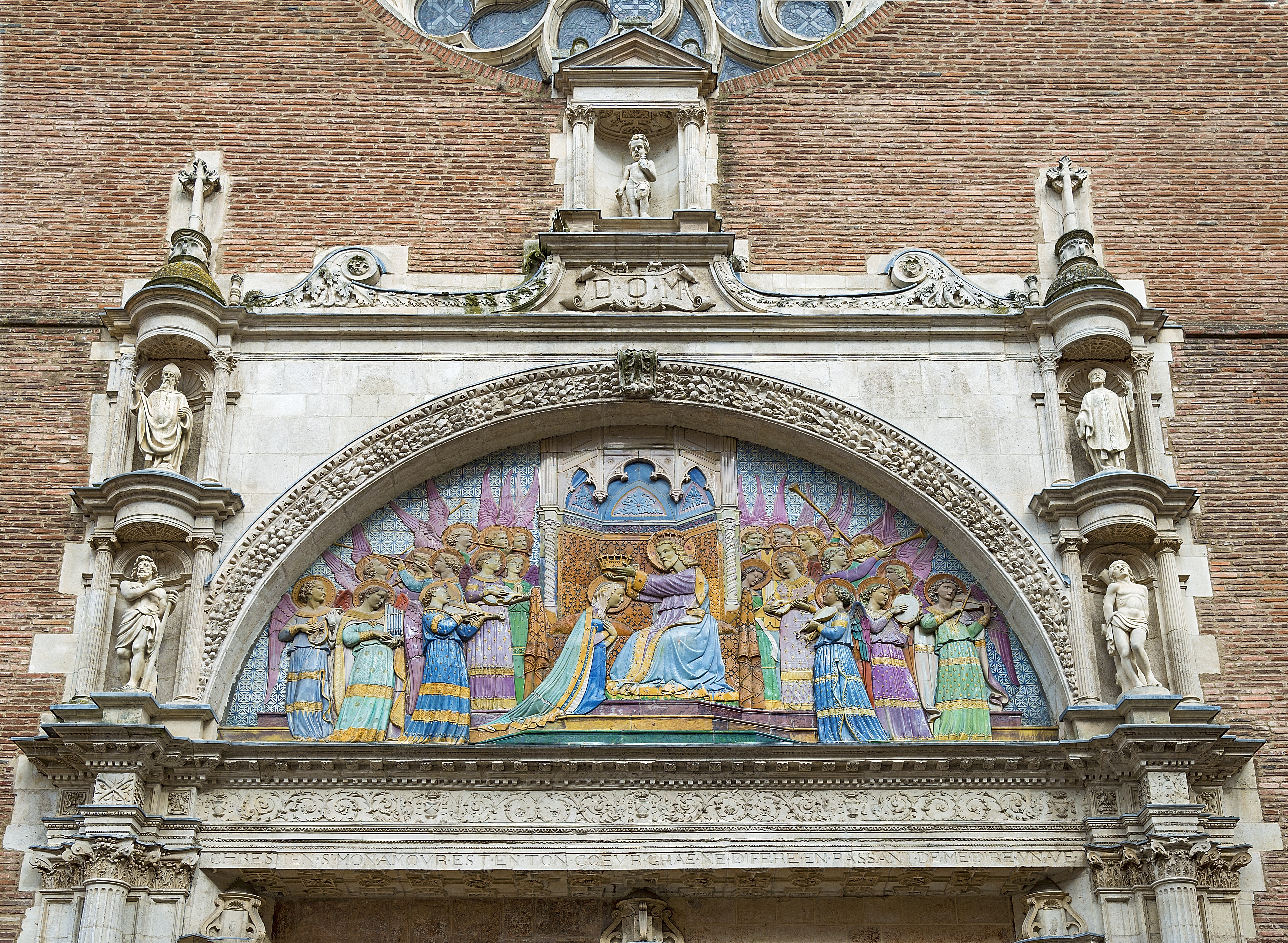
Tímpano cerámico realizado par Gaston Virebent (1878).

## Descripción

### Exterior
La iglesia, con apariencia de fortaleza medieval de gruesos muros, vanos estrechos y torre norte con almenas, presenta al frente un tímpano de tipo renacentista italiano, realizado en cerámica que representa una copia de la Coronación de la Virgen de Fra Angelico. Esta decoración extravagante fue realizada por Gaston Virebent en 1874. El portal renacentista data de 1537.
En el dintel grabado situado debajo del tímpano, podemos leer este dístico de alejandrinos:

Chrestien si mon amour est en ton cœur gravé,
Ne difère en passant de me dire un ave
Cristiano si mi amor está en tu corazón grabado,
No tardes en pasar a contarme un ave[maría].

#### Fotos antiguas

La fachada antes de la instalación del tímpano (Eugène Trutat)
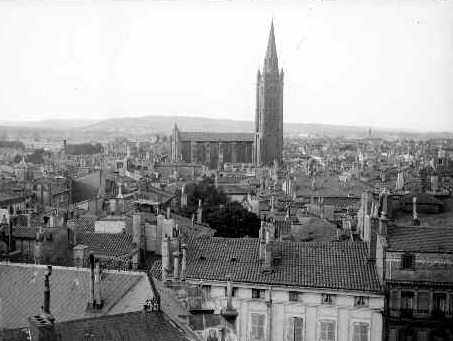
Campanario antes de su caída en 1926
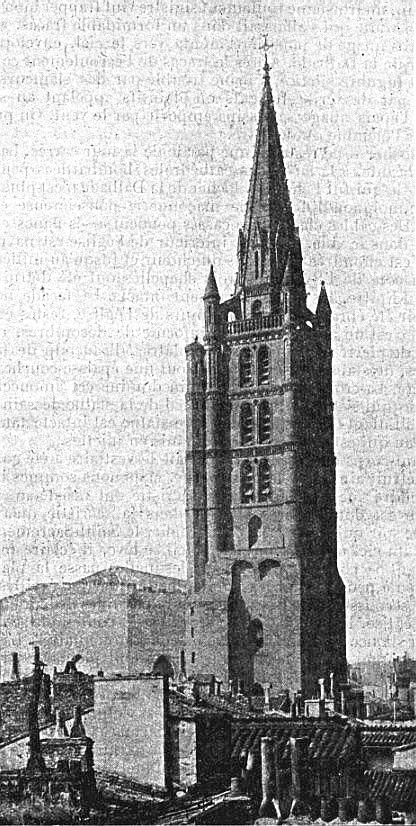
El campanario alcanzó una altura máxima de 91 metros
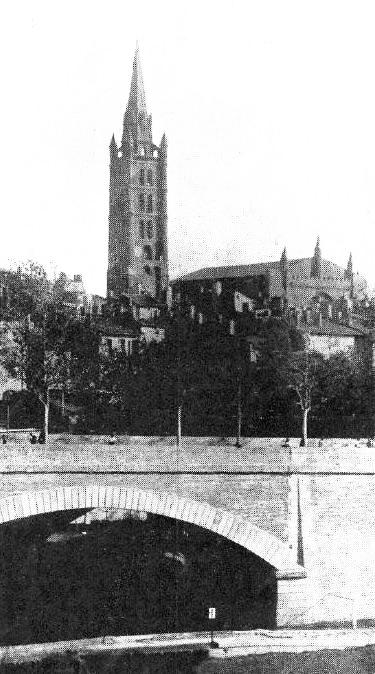
El campanario del Quai de Tounis

#### La fachada
La portada data del Renacimiento, en el centro una estatua de la Virgen y el Niño, a la izquierda Santa Catalina y a la derecha Santa Bárbara. El tímpano de cerámica es obra de Gaston Virebent (1874) inspirado en la Coronación de la Virgen por Fra Angelico.
Estatuas
A la izquierda, San Germerio de Tolosa y debajo San Juan Bautista; a la derecha, el obispo San Remigio de Reims y debajo San Sebastián. Los originales se conservan en la Capilla de San Germerio. Los escultores son Adolphe Azibert y Charles Ponsin-Andahary. Debajo del rosetón, el niño Jesús de pie.

### Interior
El interior fue restaurado en 1926 después del colapso del campanario. Te permite ver varias obras.
Varias estatuas celebran la belleza de María, Mediadora de todas las gracias, protectora de madres e hijos.

#### Capillas de la izquierda
- Capilla de recepción, hay una estatua de madera tallada de la Virgen María con el Niño, aquí es donde se instala el pesebre de Navidad.
- Capilla de la tradición carmelita, vemos una estatua de Santa Teresita de Lisieux, una estatua de Santa Juana de Arco y una pintura del XVIII XVIII representa a Santa Teresa de Ávila enclaustrada.[3]
- Capilla de San Juan Bautista, monumento en memoria de los Hospitalarios de la Orden de San Juan de Jerusalén (su priorato contiguo a la iglesia), y un cuadro que representa la Visitación de Despax del XVIII XVIII. Siglo.
- Capilla de Santa Bárbara, pintura del XVIII XVIII siglo que representa a Santa Bárbara,[4] una estatua de San Juan Evangelista y una estatua de Santa Germana de Pibrac.
- Capilla de San Pedro, antes del coro: Representante de madera estatuaria XVI San Pedro caminando sobre el agua. Esta estatua fue venerada por la hermandad de pescadores y barqueros de Tounis. Inicialmente en la capilla de la pila bautismal, fue dañada por la caída del campanario en 1926.

#### El coro
La Natividad de la Virgen de Jean-Baptiste Despax clasificada, y cuatro pinturas del estudio de Jean-Baptiste Despax.

#### Vidrieras
Las grandes vidrieras de la parte trasera cuentan las escenas de la vida de María: la Presentación en el templo, la Anunciación, la Natividad de Jesús, la Asunción.

#### Capillas a la derecha
Dos capillas están dedicadas a María.
- Capilla de Nuestra Señora de la Dalbade con una estatua de la Virgen y el Niño.
- Capilla de San Germerio con las estatuas del santo, San Juan Bautista y San Sebastián. Estas estatuas estaban originalmente en la fachada de la iglesia. Han sido reemplazados por copias.
- Capilla de Nuestra Señora del Monte Carmelo, un bajorrelieve de Henry Maurette de 1891, la escena representa a la Santísima Virgen dando el "Escapulario" del Monte Carmelo a San Simón Stock en 1251, en Cambridge.
- Capilla del Cristo del Sufrimiento con los bustos relicarios de San Saturnino y San Germerio, en el centro una estatua tallada en piedra del XVI XVI siglo: Ecce Homo (Cristo de la misericordia).[6]-[Note 1]
- El baptisterio. En el centro una escena que representa la crucifixión de Jesús, a la izquierda la Virgen María, a la derecha San Juan Evangelista. A los pies se colocó una Piedad de madera del siglo XVI. Este crucifijo fue originalmente uno del oratorio de Salin en el siglo XV, fue conocido como el "Cristo milagroso de Salin" trasladado a la Dalbade en el siglo XVI y ocultado durante la Revolución.[7] En la pared derecha, un cuadro que representa La presentación de María en el templo de un autor anónimo de finales del siglo XVIII y principios del XIX. La obra está catalogada como monumento histórico.[8]

## El órgano
Construido originalmente por Prosper-Antoine Moitessier de Montpellier en 1849 con 46 registros en 3 teclados (incluido un positivo de espalda) y pedalero, este órgano fue perfeccionado y llevado a 50 registros por los tolosanos Eugène y Jean-Baptiste Puget en 1888, inaugurado el 22 de noviembre de 1888 por Charles-Marie Widor. Se quita el positivo de espalda y se agranda el cuerpo grande con una cara plana y una pequeña torreta a cada lado. Se colocan veinticuatro registros en dos cajas expresivas (13 para el positivo y 11 para el recitativo). Maurice Puget, el último representante de esta dinastía de organeros, levantó y modificó el órgano en 1927, tras el colapso del campanario. Este instrumento fue restaurado en 2009 por Gérard Bancells y Denis Lacorre. El órgano de la tribuna está clasificado como monumento histórico. La propia galería y su carpintería esculpida se realizaron a partir de diseños de Jean Noël-Joseph Bonnal, arquitecto de la ciudad de Toulouse.

### Discografía
- Charles Tournemire: L'Orgue mystique - Cycle après la Pentecôte opus 57 de Georges Delvallée - Universal Accord 461641-2
- César Franck: Piezas para órgano.
  - Tres piezas (1878): Fantasía en La mayor, Cantabile, Pieza heroica; Preludio, fuga, variación (extracto de las seis piezas de 1859-1863); Primer coral en mi mayor (de los corales de Trois de 1890).
    - Lionel Avot, órgano. Órgano de Notre-Dame de la Dalbade. Francia: Editorial Hortus, 2011. Hortus 083. 1 CD.

## Galería

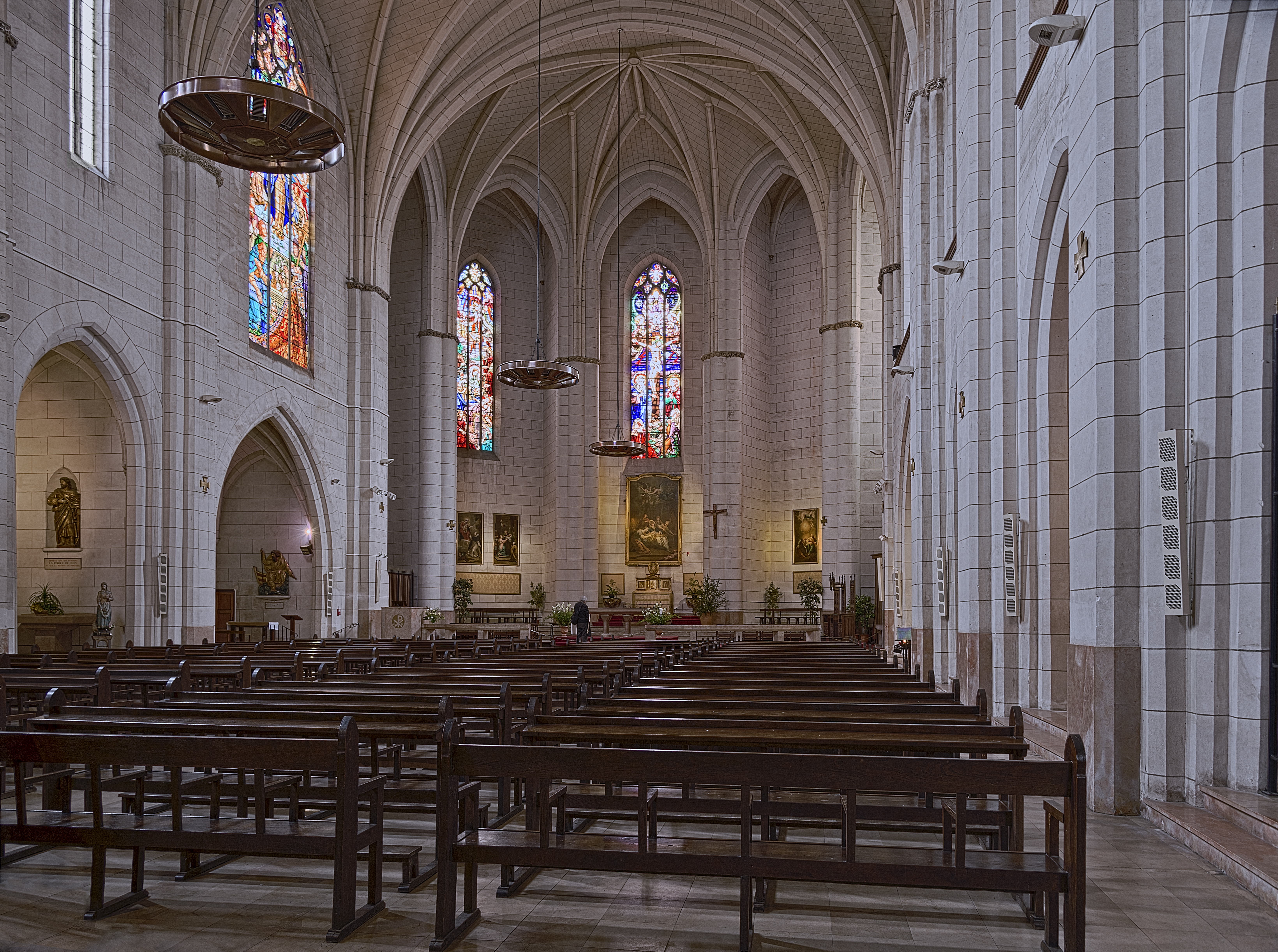
Interior ( nave y coro )
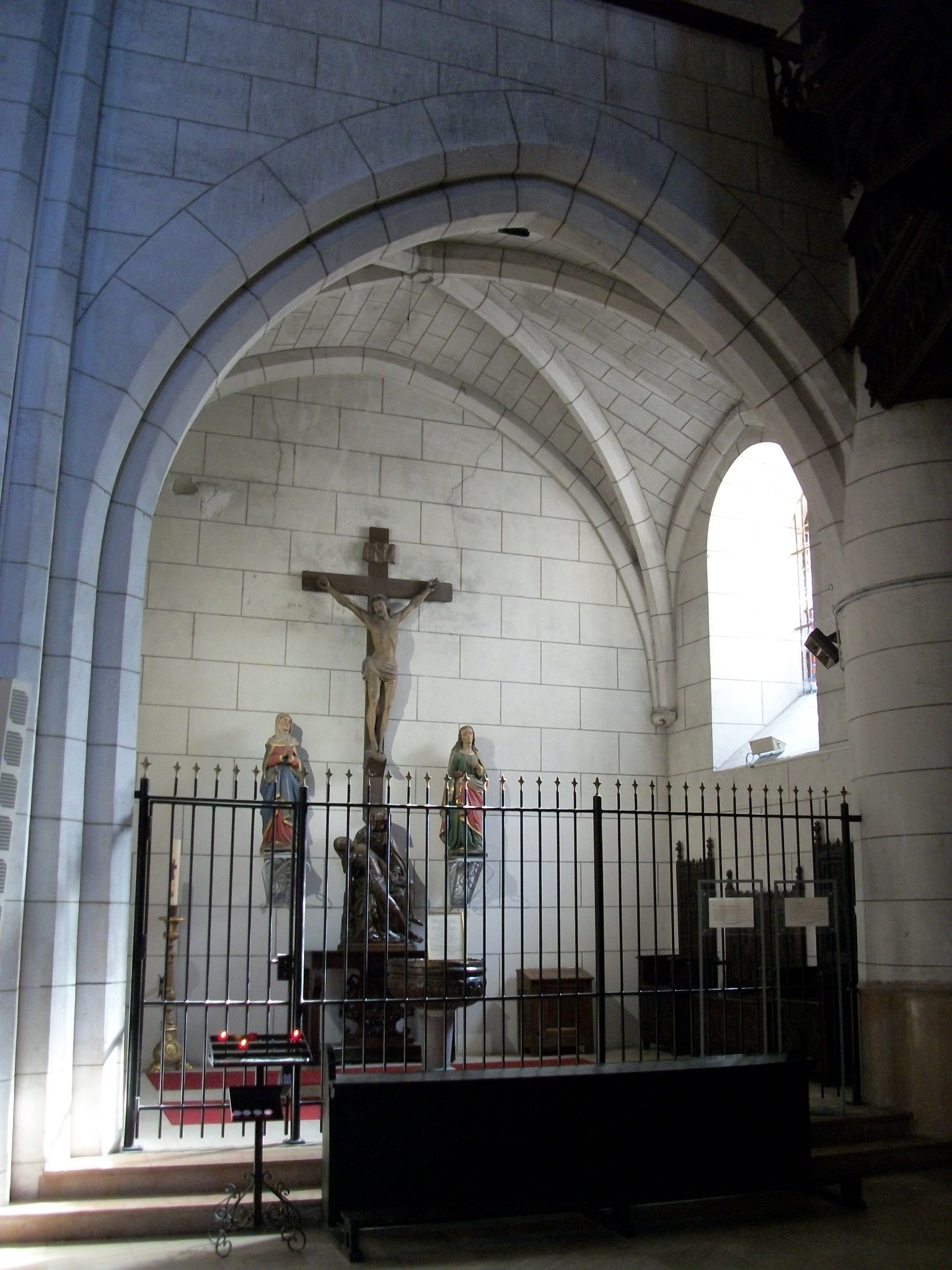
El baptisterio
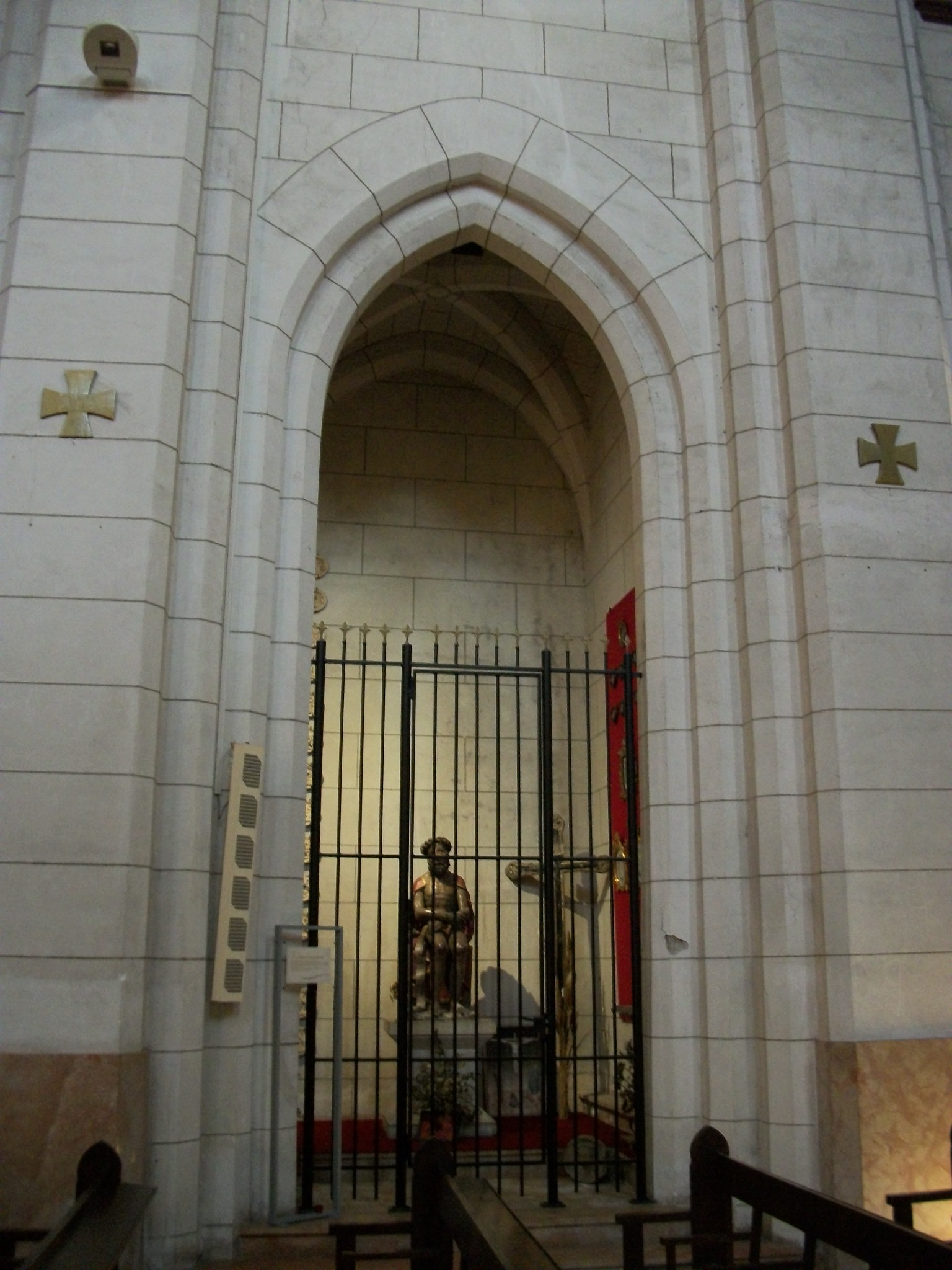
Capilla del Cristo del Sufrimiento
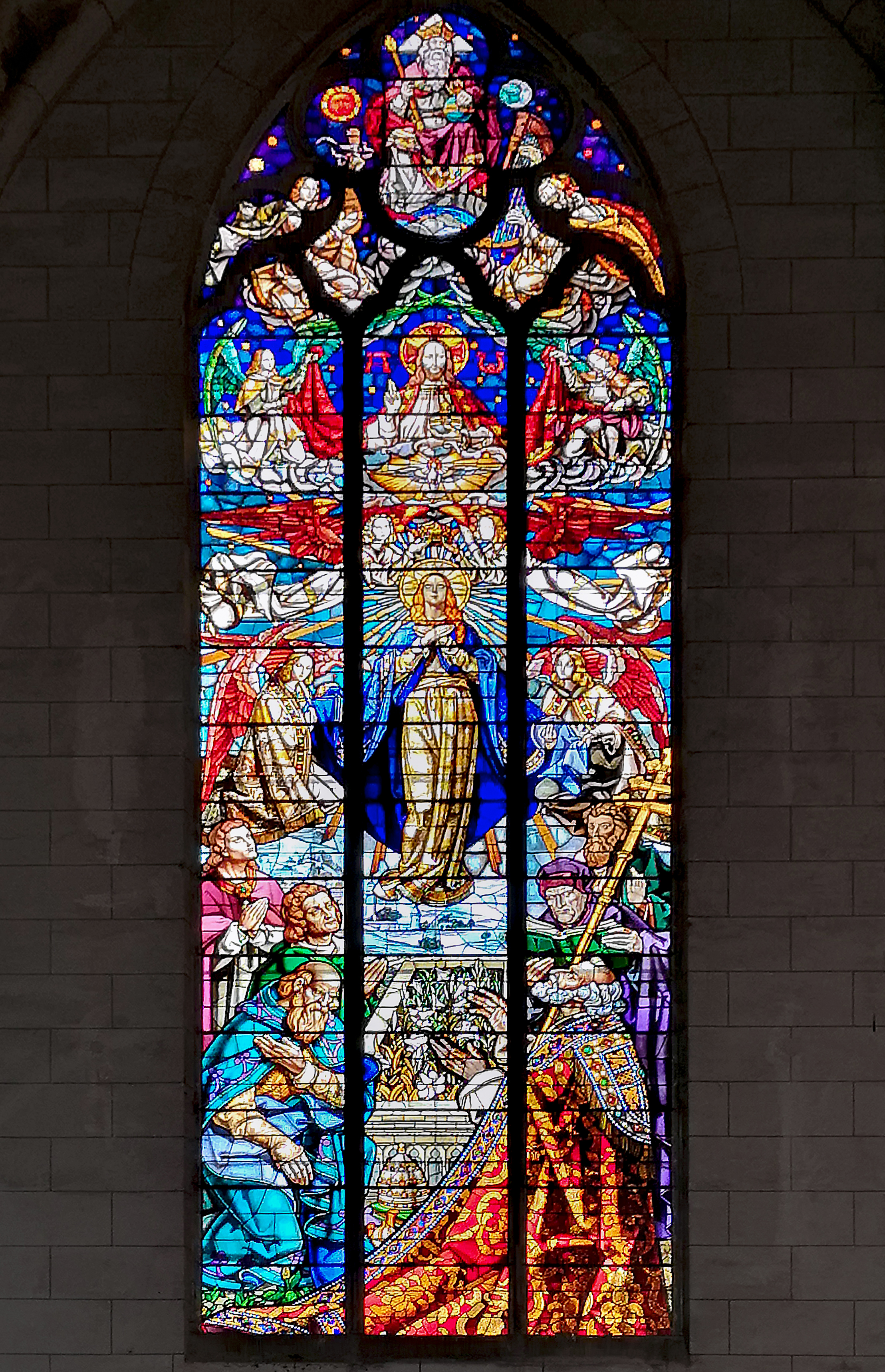
Vidriera de la Asunción
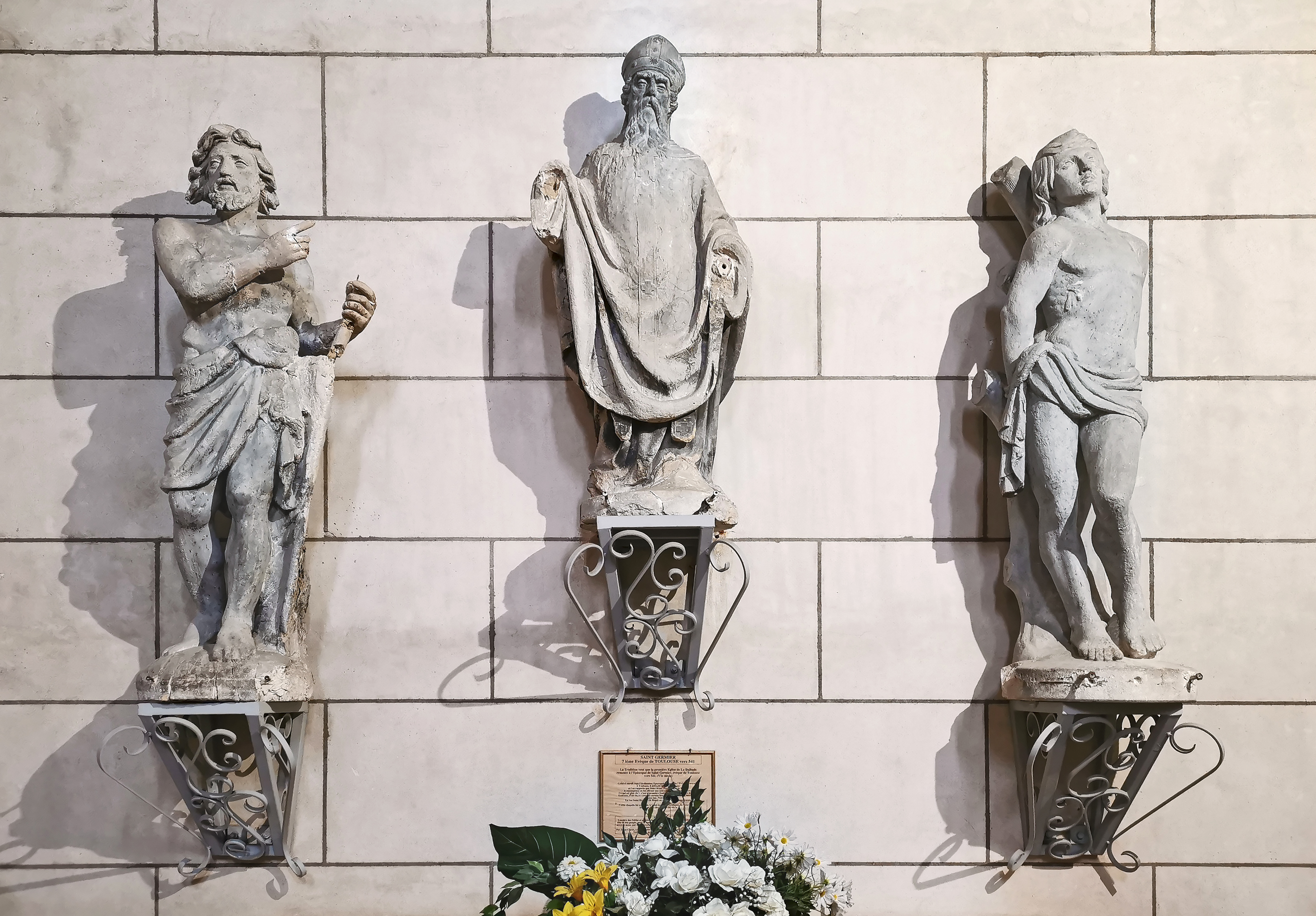
Estatuas originales de la fachada